# Простилос
Простилос је израз у архитектури који одређује антички храм са отвореним прочељем.